# Vila Lângaro
Vila Lângaro är en kommun i Brasilien.   Den ligger i delstaten Rio Grande do Sul, i den södra delen av landet, 1 400 km söder om huvudstaden Brasília. Antalet invånare är 2 152.
Trakten runt Vila Lângaro består till största delen av jordbruksmark. Runt Vila Lângaro är det glesbefolkat, med 12 invånare per kvadratkilometer.